# Воздушно-космические силы Российской Федерации
Воздушно-космические силы (ВКС) — вид вооружённых сил Российской Федерации, предназначенный для ведения боевых действий преимущественно в воздушном и космическом пространстве в целях обеспечения обороны и безопасности Российской Федерации.

Малая эмблема ВКС России

Сформированы в 2015 году в результате объединения Военно-воздушных сил (ВВС) и Войск воздушно-космической обороны (ВВКО).
Приступили к выполнению поставленных задач с 1 августа 2015 года в соответствии с указом Президента Российской Федерации.
Общее руководство воздушно-космической обороной России осуществляет Генеральный штаб Вооружённых сил Российской Федерации, а непосредственное — Главное командование Воздушно-космических сил.
Главный штаб Воздушно-космических сил дислоцируется в здании Министерства обороны Российской Федерации, расположенном в районе Арбата, на улице Знаменка в Москве.
Профессиональный праздник — День Воздушно-космических сил. Отмечается ежегодно 12 августа.

## Структура и решаемые задачи
Организационно ВКC России включают в себя три рода войск (сил):
- Военно-воздушные силы;
- Войска противовоздушной и противоракетной обороны;
- Космические войска.

Задачи

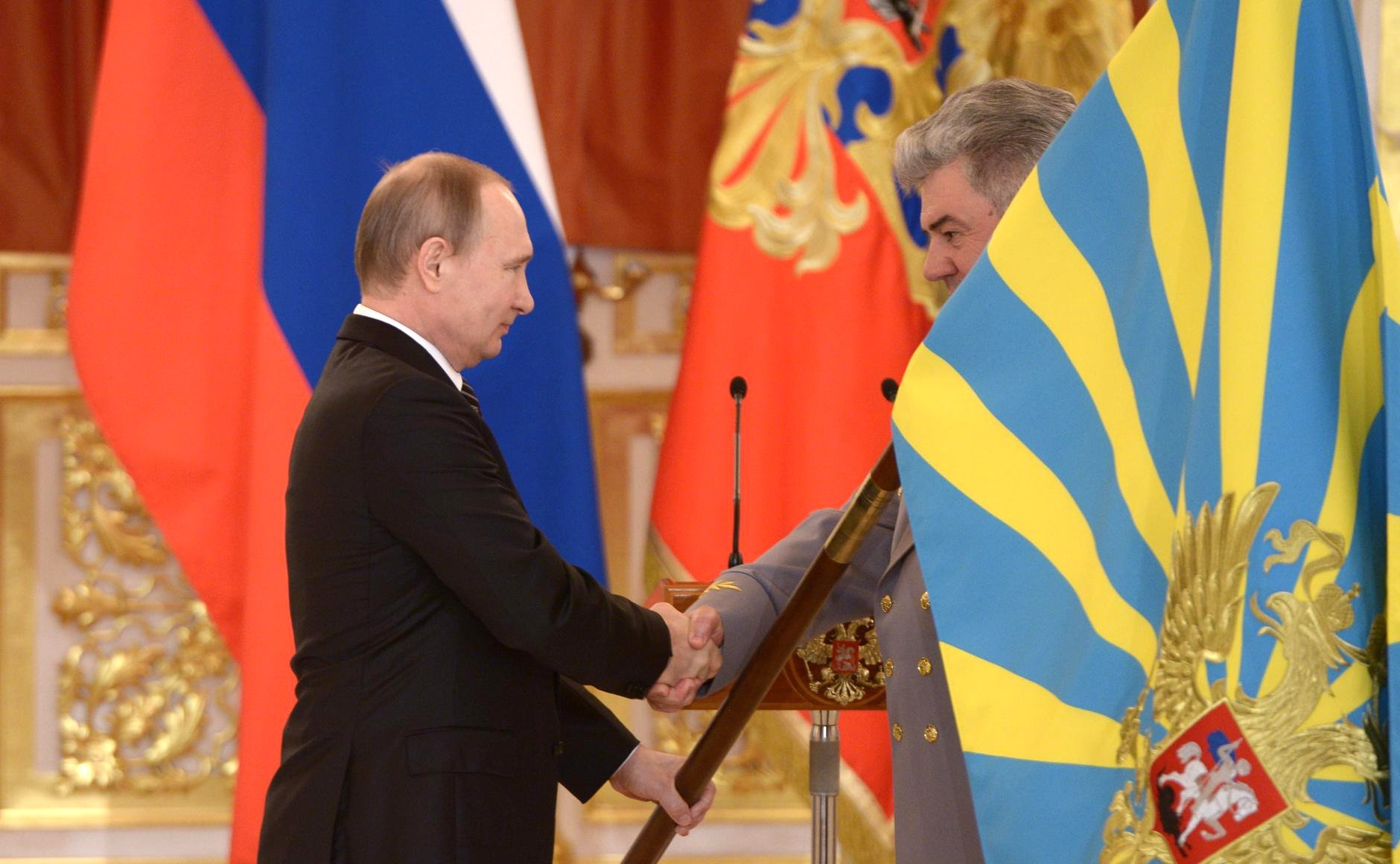
Вручение Боевого знамени
Воздушно-космических сил.
Москва, Кремль, 17 марта 2016 года

Воздушно-космические силы решают широкий спектр задач:
- отражение агрессии в воздушно-космической сфере и защита от ударов средств воздушно-космического нападения противника пунктов управления высших звеньев государственного и военного управления, группировок войск (сил), административно-политических центров, промышленно-экономических районов, важнейших объектов экономики и инфраструктуры страны;
- поражение объектов и войск противника с применением как обычных, так и ядерных средств поражения;
- авиационное обеспечение боевых действий войск (сил) других видов и родов войск;
- поражение головных частей баллистических ракет вероятного противника, атакующих важные государственные объекты;
- обеспечение высших звеньев управления достоверной информацией об обнаружении стартов баллистических ракет и предупреждение о ракетном нападении;
- наблюдение за космическими объектами и выявление угроз в адрес России в космосе и из космоса, а при необходимости — парирование таких угроз;
- осуществление запусков космических аппаратов на орбиты, управление спутниковыми системами военного и двойного назначения в полёте и применение отдельных из них в интересах обеспечения войск необходимой информацией;
- поддержание в установленном составе и готовности к применению спутниковых систем военного и двойного назначения, средств их запуска и управления и ряд других задач.

## История
Воздушно-космические силы Российской Федерации сформировывались путём объединения Военно-воздушных сил и Войск воздушно-космической обороны.
3 августа 2015 года, в ходе селекторного совещания Министр обороны Российской Федерации генерал армии С. Шойгу заявил:

«Формирование ВКС путём соединения Военно-воздушных сил и Войск воздушно-космической обороны является оптимальным вариантом совершенствования системы воздушно-космической обороны страны. Это позволяет, в первую очередь, сосредоточить в одних руках всю ответственность за формирование военно-технической политики по развитию войск, решающих задачи в воздушно-космической сфере, во-вторых, за счёт более тесной интеграции повысить эффективность их применения, в-третьих, обеспечить поступательное развитие системы воздушно-космической обороны страны.»
С 30 сентября 2015 года Воздушно-космические силы Российской Федерации принимают активное участие в Военной операции России в Сирии. Работа ВКС была высоко оценена Владимиром Путиным, многие военнослужащие были удостоены высоких правительственных наград России и Сирии. На конец 2016 года боевой опыт в Сирии получили 84 % лётного состава ВКС России.
17 марта 2016 года Верховный главнокомандующий Вооружёнными силами Российской Федерации Владимир Путин вручил Боевое знамя Воздушно-космических сил главнокомандующему ВКС генерал-полковнику Виктору Бондареву.
В 2020 году в Воздушно-космических силах сформировано 13 воинских частей, в том числе военно-транспортный авиационный полк и зенитный ракетный полк.

## Командование
Первый Командный состав Воздушно-космических сил был назначен указом Президента Российской Федерации № 394 от 1 августа 2015 года. Первым Главнокомандующим Воздушно-космическими силами стал генерал-полковник Виктор Бондарев, до этого занимавший пост Главнокомандующего Военно-воздушными силами Российской Федерации.
В настоящее время (октябрь 2023 г.) Главное командование ВКС представлено следующими высшими офицерами:
| Должность | Воинское звание   | Ф. И. О.                                                            |
| --- | ----------------- | ------------------------------------------------------------------- |
| Главнокомандующий Воздушно-космическими силами                                                                                | генерал-полковник | Афзалов Виктор Мусавирович (врио с 23 августа 2023, с октября 2023) |
| Начальник Главного штаба — первый заместитель Главнокомандующего Воздушно-космическими силами                                 | —                 | нет информации                                                      |
| Заместитель Главнокомандующего Воздушно-космическими силами                                                                   | генерал-полковник | Кравченко Владимир Викторович                                       |
| Командующий Военно-воздушными силами — заместитель Главнокомандующего Воздушно-космическими силами                            | генерал-лейтенант | Кобылаш Сергей Иванович                                             |
| Командующий Войсками противовоздушной и противоракетной обороны — заместитель Главнокомандующего Воздушно-космическими силами | генерал-лейтенант | Семёнов Андрей Геннадьевич                                          |
| Командующий Космическими войсками — заместитель Главнокомандующего Воздушно-космическими силами                               | генерал-полковник | Головко Александр Валентинович                                      |
| Заместитель Главнокомандующего Воздушно-космическими силами по военно-политической работе                                     | генерал-лейтенант | Максимцев Александр Анатольевич                                     |
| Заместитель Главнокомандующего Воздушно-космическими силами по материально-техническому обеспечению                           | генерал-лейтенант | Хеирбеков Забит Сабирович                                           |
| Заместитель Главнокомандующего Воздушно-космическими силами по вооружению                                                     | генерал-полковник | Грехов Юрий Николаевич                                              |

Главнокомандующие
 генерал-полковник Бондарев Виктор Николаевич (1 августа 2015 — 26 сентября 2017)
Кураченко Павел Павлович (временно исполняющий обязанности Главнокомандующего с 25.09.2017 по 22.11.2017)
 генерал армии Суровикин Сергей Владимирович (31 октября 2017 — август 2023)
генерал-полковник Афзалов Виктор Мусавирович (с октября 2023)

## Учебные заведения
- Военный учебно-научный центр ВВС «Военно-воздушная орденов Ленина и Октябрьской Революции, Краснознамённая, ордена Жукова академия имени профессора Н. Е. Жуковского и Ю. А. Гагарина» (г. Воронеж)
- Военно-космическая Краснознамённая, ордена Жукова академия имени А. Ф. Можайского (Санкт-Петербург)
- Военная Краснознамённая академия воздушно-космической обороны имени Маршала Советского Союза Г. К. Жукова (г. Тверь)
- Ярославское высшее военное училище противовоздушной обороны имени 60-летия Великого Октября (г. Ярославль)
- Краснодарское высшее военное авиационное ордена Дружбы народов училище лётчиков имени Героя Советского Союза А. К. Серова (г. Краснодар)
- Учебный военный центр при Рязанском государственном радиотехническом университете имени В. Ф. Уткина
- Учебный военный центр при Национальном исследовательском орденов Ленина и Октябрьской Революции университете "МЭИ"
- Учебный военный центр при Московском орденов Ленина и Октябрьской Революции авиационном институте имени Серго Орджоникидзе
- Учебный военный центр при Уфимском государственном авиационном техническом ордена Ленина университете[18]
- Учебный военный центр при Российском государственном гидрометеорологическом университете
- Военный институт при Московском государственном техническом орденов Ленина, Октябрьской Революции и Трудового Красного Знамени университете имени Н. Э. Баумана[19]
- 183-й учебный центр Министерства обороны РФ
- Тверское Суворовское военное училище[20][21]
- Учебный военный центр при Ульяновском Институте Гражданской Авиации (г.Ульяновск)

## Культура
Головное учреждение культуры — Центральный офицерский клуб Воздушно-космических сил Российской Федерации (Москва). Имеет подшефные Дома культуры: Дом офицеров Армавирского гарнизона, 76-й Офицерский клуб Сещинского гарнизона (п. Сеща, Брянская область), 123-й гарнизонный Дом офицеров (Мирный, Архангельская область), 126-й гарнизонный Дом Офицеров (ж/д ст. Шайковка, Калужская область), 131-й гарнизонный Дом Офицеров (п. Серышево, Амурская область), 15-й Дом культуры Российской Армии (Серпухов-15, Московская область), 93-й Дом Культуры Российской Армии (Ногинск-9, Московская область).
Ансамбль песни и пляски Воздушно-космических сил Российской Федерации.
В ноябре 2018 года Минобороны России сообщило о создании на территории парка «Патриот» Центрального музея Воздушно-космических сил Российской Федерации.

## Санкции
9 декабря 2022 года, на фоне вторжения России на Украину, Воздушно-космические силы Российской Федерации внесены в санкционный список США из-за передачи России Ираном БПЛА, которые Россия использовала против Украины, в том числе в ходе крупномасштабных нападений на гражданскую инфраструктуру.
16 декабря 2022 года Воздушно-космические силы Российской Федерации внесены в санкционный список всех стран Евросоюза так как «они приняли участие в агрессивной войне России против Украины. Следовательно, они несут ответственность за действия, которые подрывают или угрожают территориальной целостности, суверенитету и независимости Украины».
Также Воздушно-космические силы Российской Федерации внесены в санкционный список Швейцарии и Новой Зеландии.

## Знаки различия

### Генералы и офицеры
| Код НАТО | OF-9          | OF-8              | OF-7              | OF-6          | OF-5      | OF-4         | OF-3  | OF-2    | OF-1              | OF-1      | OF (D)  |
| Код НАТО | Генералы      | Oфицеры           |                   |               |           |              |       |         |                   |           | OF (D)  |
| -------- | ------------- | ----------------- | ----------------- | ------------- | --------- | ------------ | ----- | ------- | ----------------- | --------- | ------- |
| Погон    |               |                   |                   |               |           |              |       |         |                   |           |         |
| Звание   | Генерал армии | Генерал-полковник | Генерал-лейтенант | Генерал-майор | Полковник | Подполковник | Майор | Капитан | Старший лейтенант | Лейтенант | Курсант |

### Прапорщики, сержанты и рядовые
| Код НАТО | OR-9              | OR-9      | OR-8     | OR-7            | OR-6    | OR-5            | OR-4     | OR-2    |
| Код НАТО | Прапорщики        | Cержанты  | Солдаты  |                 |         |                 |          |         |
| -------- | ----------------- | --------- | -------- | --------------- | ------- | --------------- | -------- | ------- |
| Погон    |                   |           |          |                 |         |                 |          |         |
| Звание   | Старший прапорщик | Прапорщик | Старшина | Старший сержант | Сержант | Младший сержант | Ефрейтор | Рядовой |